# 尖峰
尖峰（せんぽう、とがりみね）は、北海道の標津郡標津町にある標高953mの山である。

## 概要
知床連峰の南側、武佐岳の北側に伸びる尾根上に位置する。山名にもなっている尖ったような端正な山容は周囲の親しまれた山に囲まれていながらも山麓からは目立っていて、登山者を惹きつける。
登山道は存在しないため主に残雪期に登られる。主なルートとしては、国道244号の金山橋からイケショマナイ川沿いの笹の沢林道を歩いた後2つ目の林道分岐から笹の沢第2支線林道へ入り沢をある程度登ったところで尾根へ取り付きそのまま山頂へ至る。尖峰という名前の通り山頂部は急斜面である。